# Plagiognathus phorodendronae
Plagiognathus phorodendronae är en insektsart som beskrevs av Knight 1929. Plagiognathus phorodendronae ingår i släktet Plagiognathus och familjen ängsskinnbaggar. Inga underarter finns listade i Catalogue of Life.